# San Giovanni in Croce
San Giovanni in Croce est une commune italienne de la province de Crémone, dans la région Lombardie.

## Administration
| Période                                  | Période | Identité | Étiquette | Qualité |
| ---------------------------------------- | ------- | -------- | --------- | ------- |
|                                          |         |          |           |         |
| Les données manquantes sont à compléter. |         |          |           |         |

## Illustrations

San Giovanni in Croce
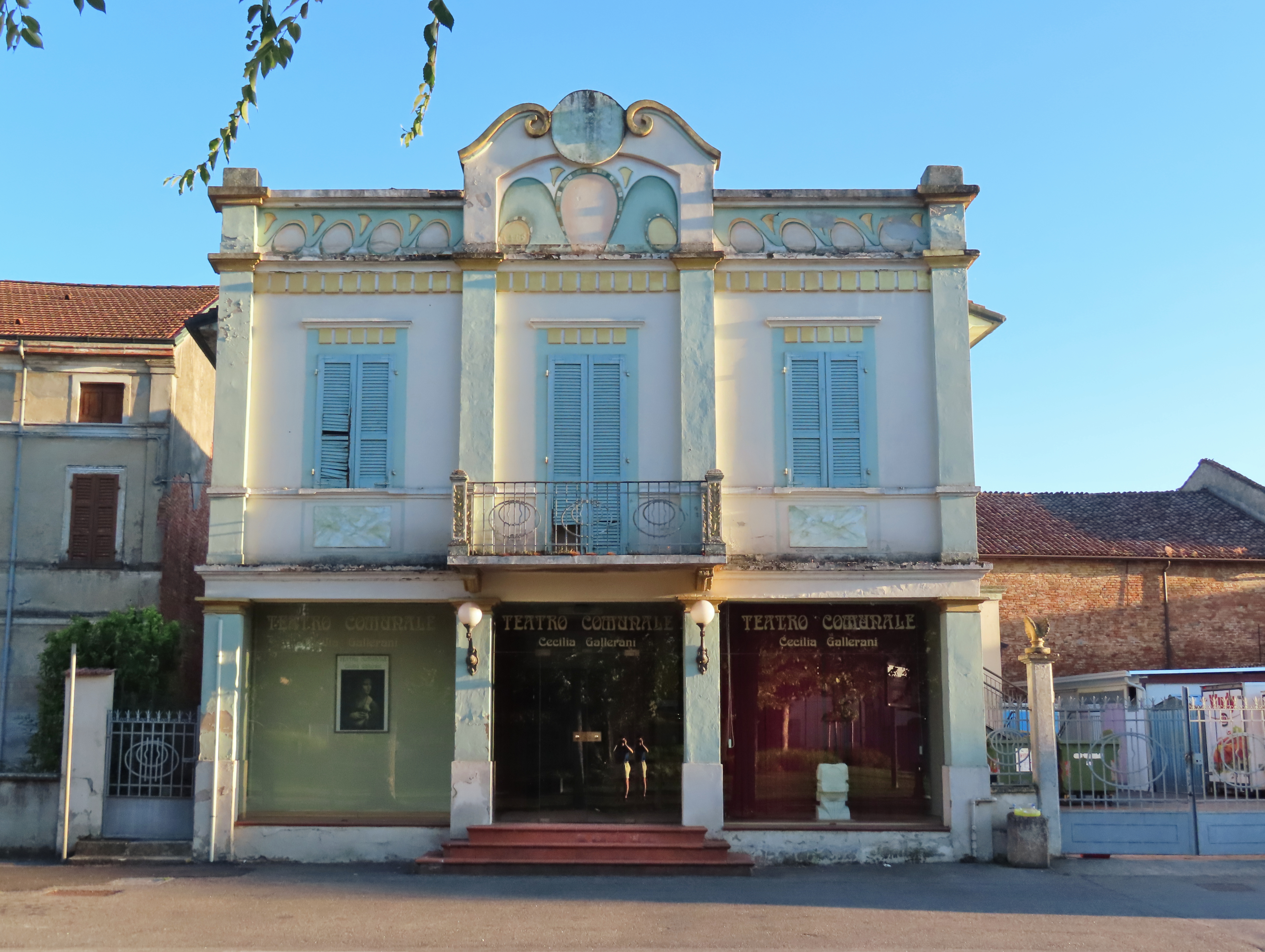
Le Théâtre municipal Cecilia Gallerani, XXe siècle.

### Communes limitrophes
Casteldidone, Gussola, Martignana di Po, Piadena, Solarolo Rainerio